# Замок Робсволл
Замок Робсволл (англ. Robswall Castle) — один із замків Ірландії, розташований в графстві Дублін, на землях Малахайд, у передмісті Дубліна, яке називають Робсволл-таун. Замок стоїть на березі Броудмідоу-вотер, що називають ще гирлом річки Малпхайд, у десяти хвилинах ходьби до берега моря, біля дороги, що пов'язує Портмарнок та Малахайд.
Замок розташований в стороні головної дороги і оточений кам'яною стіною; замок має вигляд укріпленого маєтку з квадратною вежею. Будинок побудований на два поверхи, з інтер'єром, який має склепіння стель і круглими сходами, що ведуть на перший поверх. Кам'яні сходи дають доступ до башт і бійниць. Замок є приватним житлом і закритий для сторонньої публіки.

## Історія замку Робсволл
Замок був збудований у XV столітті родиною де Бермінгем. Спочатку була збудована чотириповерхова вежа. У замку потім жили монахи-цистеріанці абатства Святої Марії. Замок стоїть біля входу в гавань і це гарантувало те, що риби для монахів завжди буде вдосталь. Бо місцеві рибалки завжди давали пожертви монахам перед входом в порт. Крім того, після кожної корабельної аварії монахам теж щось діставалось із викинутого на берег.
Король Англії Генріх VIII запровадив протестантизм і розігнав монастирі. У 1540 році монастир у замку Робсволл був ліквідований і замок був дарований Патріку Барнвеллу — заступнику головного прокурора Ірландії. Йому ж належав невеликий порт біля замку. Замок був описаний Даунсом Серві. В описі зазначається, що замок належить Барнволлу Терві. Через деякий час один поверх башти був знесений.